# Abraham Brink
Abraham Brink, född 24 oktober 1763 i Åmål, var en svensk slavkapten.

## Biografi
Brink växte upp i en borgarfamilj. Hans far, Benjamin Brink (1736–1780), var stadssekreterare och rådman i Åmål och hans mor, Anna Catharina "Kajsa" Lidbeck (1727–1783), var dotter till landskamreraren Anders Hans Haqvin. Halvbröder var Gustaf Tegmansköld och Pehr Tegman. 
Brink gick till sjöss 1781, och var till en början matros men kom att avancera till styrman. Han antogs till borgarståndet i Uddevalla, och fick befäl över Sweriges Wapen som i februari 1796 lämnade Texel i Nederländerna för att bedriva slavhandel i Afrika.
Brink gravsattes på Katarina kyrkogård i Stockholm.